# USA i olympiska sommarspelen 1996
USA deltog i de olympiska sommarspelen 1996 med en trupp bestående av 646 deltagare, vars insats resulterade i 101 medaljer varav 44 guld.

## Baseboll
Gruppspel
I gruppspelet mötte alla lag varandra och de fyra bästa lagen (Kuba, USA, Sydkorea och Japan) gick vidare. 
| Nation        | Segrar | Förluster | Tiebreaker |
| ------------- | ------ | --------- | ---------- |
| Kuba          | 7      | 0         |            |
| USA           | 6      | 1         |            |
| Japab         | 4      | 3         | 1-0        |
| Nicaragua     | 4      | 3         | 0-1        |
| Nederländerna | 2      | 5         | 2-0        |
| Italien       | 2      | 5         | 1-2        |
| Australien    | 2      | 5         | 0-2        |
| Sydkorea      | 1      | 6         |            |

Slutspel
|  | Semifinaler | Semifinaler |    |  | Final     | Final |  |
|  |             |             |    |  |           |       |  |
|  | 1 augusti   |             |    |  |           |       |  |
|  | Kuba        | 8           |    |  |           |       |  |
|  | Nicaragua   | 1           |    |  |           |       |  |
|  |             |             |    |  |           |       |  |
|  |             |             |    |  | 2 augusti |       |  |
|  |             |             |    |  | Japan     | 9     |  |
|  |             | Kuba        | 13 |  |           |       |  |
|  |             |             |    |  |           |       |  |
|  |             |             |    |  |           |       |  |
|  |             |             |    |  |           |       |  |
|  | 1 augusti   |             |    |  |           |       |  |
|  | USA         | 2           |    |  |           |       |  |
|  | Japan       | 11          |    |  |           |       |  |

Bronsmatch
|     | Resultat |           |
| --- | -------- | --------- |
| USA | 1 - 3    | Nicaragua |

## Basket
Herrar
Gruppspel
| Lag       | Vinster | Förluster | Poäng |
| --------- | ------- | --------- | ----- |
| USA       | 5       | 0         | 10    |
| Litauen   | 3       | 2         | 8     |
| Kroatien  | 3       | 2         | 8     |
| Kina      | 2       | 3         | 7     |
| Argentina | 2       | 3         | 7     |
| Angola    | 0       | 5         | 5     |

|           | Angola | Argentina | Kina   | Kroatien | Litauen | USA    |
| --------- | ------ | --------- | ------ | -------- | ------- | ------ |
| Angola    |        | 62-66     | 67-70  | 48-71    | 49-85   | 54-87  |
| Argentina | 66-62  |           | 77-87  | 75-90    | 65-61   | 68-96  |
| Kina      | 70-67  | 87-77     |        | 78-109   | 55-116  | 70-133 |
| Kroatien  | 71-48  | 90-75     | 109-78 |          | 81-83   | 71-102 |
| Litauen   | 85-49  | 61-65     | 116-55 | 83-81    |         | 82-104 |
| USA       | 87-54  | 96-68     | 133-70 | 102-71   | 104-82  |        |

Slutspel
|  | Kvartsfinaler | Kvartsfinaler |             |      | Semifinaler   | Semifinaler  |              |            | Final      | Final |
|  | 0             | 0             | 0           | 0    | 0             | 0            | 0            | 0          | 0          | 0     |
|  |               |               | 0           | 0    |               |              | 0            | 0          |            |       |
|  |               |               | 0           | 0    |               |              | 0            | 0          |            |       |
|  | 0 Jugoslavien | 0128          | 0           | 0    |               |              | 0            | 0          |            |       |
|  | 0 Jugoslavien | 0128          | 0           | 0    |               |              | 0            | 0          |            |       |
|  | 0 Kina        | 061           | 0           | 0    |               |              | 0            | 0          |            |       |
|  | 0 Kina        | 061           | 0           | 0    | 0 Jugoslavien | 066          | 0            | 0          |            |       |
|  |               |               | 0           | 0    | 0 Jugoslavien | 066          | 0            | 0          |            |       |
|  | 0             | 0 Litauen     | 0           | 058  | 0             |              |              | 0          |            |       |
|  | 0             | 0 Litauen     | 0           | 058  | 0             | 0 Litauen    | 099          | 0          |            |       |
|  | 0             |               |             |      |               | 0 Litauen    | 099          | 0          |            |       |
|  | 0             | 0 Grekland    | 066         | 0    |               |              |              | 0          |            |       |
|  | 0             | 0 Grekland    | 066         | 0    | 0 Jugoslavien | 069          |              | 0          |            |       |
|  | 0             |               |             | 0    | 0 Jugoslavien | 069          |              | 0          |            |       |
|  | 0             | 0             | 0 USA       | 0    | 095           |              |              |            |            |       |
|  | 0             | 0             | 0 USA       | 0    | 095           | 0 Australien | 073          |            |            |       |
|  | 0             | 0             |             |      |               |              | 073          |            |            |       |
|  | 0             | 0             | 0 Kroatien  | 071  | 0             |              |              |            |            |       |
|  | 0             | 0             | 0 Kroatien  | 071  | 0             | 0 Australien | 073          | Bronsmatch | Bronsmatch |       |
|  | 0             | 0             |             |      | 0             | 0 Australien | 073          | Bronsmatch | Bronsmatch |       |
|  | 0             | 0             | 0 USA       | 0101 | 0             | 0            |              |            |            |       |
|  | 0             | 0             | 0 USA       | 0101 | 0             | 0            | 0 USA        | 098        | 0 Litauen  | 080   |
|  | 0             | 0             |             |      | 0             | 0            | 0 USA        | 098        | 0 Litauen  | 080   |
|  | 0             | 0             | 0 Brasilien | 075  | 0             | 0            | 0 Australien | 074        |            |       |
|  | 0             | 0             | 0 Brasilien | 075  | 0             | 0            | 0 Australien | 074        |            |       |
|  |               |               |             |      |               |              |              |            |            |       |
|  |               |               |             |      |               |              |              |            |            |       |

Damer
Gruppspel
| Team       | W | L | Pts |
| ---------- | - | - | --- |
| USA        | 5 | 0 | 10  |
| Ukraina    | 4 | 1 | 9   |
| Australien | 3 | 2 | 8   |
| Kuba       | 2 | 3 | 7   |
| Sydkorea   | 1 | 4 | 6   |
| Zaire      | 0 | 5 | 5   |

|            | USA    | Ukraina | Australien | Kuba   | Sydkorea | Zaire  |
| ---------- | ------ | ------- | ---------- | ------ | -------- | ------ |
| USA        | -      | 98-65   | 96-79      | 101-84 | 105-64   | 107-47 |
| Ukraina    | 65-98  | -       | 54-48      | 87-75  | 67-72    | 81-65  |
| Australien | 79-96  | 48-54   | -          | 75-63  | 76-61    | 91-45  |
| Kuba       | 84-101 | 75-87   | 63-75      | -      | 70-55    | 73-59  |
| Sydkorea   | 64-105 | 72-67   | 61-76      | 55-70  | -        | 95-71  |
| Zaire      | 47-107 | 65-81   | 45-91      | 59-73  | 71-95    | -      |

Slutspel
|  | Kvartsfinaler | Kvartsfinaler |              |     | Semifinaler | Semifinaler  |              |            | Final      | Final |
|  | 0             | 0             | 0            | 0   | 0           | 0            | 0            | 0          | 0          | 0     |
|  |               |               | 0            | 0   |             |              | 0            | 0          |            |       |
|  |               |               | 0            | 0   |             |              | 0            | 0          |            |       |
|  | 0 Brasilien   | 0101          | 0            | 0   |             |              | 0            | 0          |            |       |
|  | 0 Brasilien   | 0101          | 0            | 0   |             |              | 0            | 0          |            |       |
|  | 0 Kuba        | 069           | 0            | 0   |             |              | 0            | 0          |            |       |
|  | 0 Kuba        | 069           | 0            | 0   | 0 Brasilien | 081          | 0            | 0          |            |       |
|  |               |               | 0            | 0   | 0 Brasilien | 081          | 0            | 0          |            |       |
|  | 0             | 0 Ukraina     | 0            | 060 | 0           |              |              | 0          |            |       |
|  | 0             | 0 Ukraina     | 0            | 060 | 0           | 0 Ukraina    | 059          | 0          |            |       |
|  | 0             |               |              |     |             | 0 Ukraina    | 059          | 0          |            |       |
|  | 0             | 0 Italien     | 050          | 0   |             |              |              | 0          |            |       |
|  | 0             | 0 Italien     | 050          | 0   | 0 Brasilien | 087          |              | 0          |            |       |
|  | 0             |               |              | 0   | 0 Brasilien | 087          |              | 0          |            |       |
|  | 0             | 0             | 0 USA        | 0   | 0111        |              |              |            |            |       |
|  | 0             | 0             | 0 USA        | 0   | 0111        | 0 Ryssland   | 070          |            |            |       |
|  | 0             | 0             |              |     |             |              | 070          |            |            |       |
|  | 0             | 0             | 0 Australien | 074 | 0           |              |              |            |            |       |
|  | 0             | 0             | 0 Australien | 074 | 0           | 0 Australien | 071          | Bronsmatch | Bronsmatch |       |
|  | 0             | 0             |              |     | 0           | 0 Australien | 071          | Bronsmatch | Bronsmatch |       |
|  | 0             | 0             | 0 USA        | 093 | 0           | 0            |              |            |            |       |
|  | 0             | 0             | 0 USA        | 093 | 0           | 0            | 0 USA        | 0108       | 0 Ukraina  | 056   |
|  | 0             | 0             |              |     | 0           | 0            | 0 USA        | 0108       | 0 Ukraina  | 056   |
|  | 0             | 0             | 0 Japan      | 093 | 0           | 0            | 0 Australien | 066        |            |       |
|  | 0             | 0             | 0 Japan      | 093 | 0           | 0            | 0 Australien | 066        |            |       |
|  |               |               |              |     |             |              |              |            |            |       |
|  |               |               |              |     |             |              |              |            |            |       |

## Boxning
Lätt flugvikt
- Albert Guardado
  - Första omgången — Besegrade Modiradilo Healer (Botswana), 11-9
  - Andra omgången — Besegrade Anicet Rasoanaivo (Madagaskar), 9-4
  - Kvartsfinal — Förlorade mot Oleg Kiryukhin (Ukraina), 14-19

Flugvikt
- Eric Morel
  - Första omgången — Förlorade mot Maikro Romero (Kuba), 12-24

Bantamvikt
- Zahir Raheem
  - Första omgången — Besegrade Jong-Gil Hoe (Nordkorea), 19-4
  - Andra omgången — Förlorade mot Arnaldo Mesa (Cuba), domaren stoppade matchen

Fjädervikt
- Floyd Mayweather Jr. →  Brons
  - Första omgången — Besegrade Bakhtiyar Tileganov (Kazakstan), domaren stoppade matchen
  - Andra omgången — Besegrade Artur Gevorgyan (Armenien), 16-3
  - Kvartsfinal — Besegrade Lorenzo Aragon (Kuba), 12-11
  - Semifinal — Förlorade mot Serafim Todorov (Bulgarien), 9-10

Lättvikt
- Terrance Cauthen →  Brons
  - Första omgången — Besegrade Mahamatkodir Abdullaev (Uzbekistan), 18-6
  - Andra omgången — Besegrade Tumentsetsec Ultumen (Mongoliet), 10-9
  - Kvartsfinal — Besegrade Veongviact Phongsit (Thailand), 14-10
  - Semifinal — Förlorade mot Tontcho Tontchev (Bulgarien), 12-15

Lätt weltervikt
- David Díaz
  - Första omgången — Besegrade Jacobo Garcia (Amerikanska Jungfruöarna), domaren stoppade matchen
  - Andra omgången — Förlorade mot Oktay Urkal (Tyskland), 6-14

Weltervikt
- Fernando Vargas
  - Första omgången — Besegrade Tengiz Meskhadze (Georgien), 10-4
  - Andra omgången — Förlorade mot Marian Simion (Rumänien), 7-8

Lätt mellanvikt
- David Reid →  Guld
  - Första omgången — Besegrade Wan-Kyun Lee (Sydkorea) 20-4
  - Andra omgången — Besegrade Pavel Polakovič (Tjeckien) 12-5
  - Kvartsfinal — Besegrade Mohamed Marmouri (Tunisien) 13-8
  - Semifinal — Besegrade Karim Tulaganov (Uzbekistan) 12-4
  - Final — Besegrade Alfredo Duvergel (Kuba) KO 3 (0:36)

Mellanvikt
- Rhoshii Wells →  Brons
  - Första omgången — Besegrade Sefid Dashti Mollal (Iran), 24-7
  - Andra omgången — Besegrade Ricardo Rodríguez (Brasilien), 16-2
  - Kvartsfinal — Besegrade Dilshod Yarbekov (Uzbekistan), 8-8 (domarkort)
  - Semifinal — Förlorade mot Ariel Hernández (Kuba), 8-17

Lätt tungvikt
- Antonio Tarver →  Brons
  - Första omgången — Besegrade Dmitri Vybornov (Ryssland), 5-2
  - Andra omgången — Besegrade David Kowah (Sierra Leone), domaren stoppade matchen
  - Kvartsfinal — Besegrade Enrique Flores (Puerto Rico), domaren stoppade matchen
  - Semifinal — Förlorade mot Vassili Jirov (Kazakstan), 9-15

Tungvikt
- Nate Jones →  Brons
  - Första omgången — Bye
  - Andra omgången — Besegrade Fola Okesola (Storbritannien), domaren stoppade matchen
  - Kvartsfinal — Besegrade Jiang Tao (Kina), 21-4
  - Semifinal — Förlorade mot David Defiagbon (Kanada), 10-16

Supertungvikt
- Lawrence Clay-Bey
  - Första omgången — Bye
  - Andra omgången — Förlorade mot Wladimir Klitschko (Ukraina), 8-10

## Bågskytte
Damernas individuella
- Janet Dykman - åttondelsfinal, 16:e plats (2-1)
- Lindsay Langston - sextondelsfinal, 22:a plats (1-1)
- Judi Adams - 32-delsfinal, 39:e plats (0-1)

Herrarnas individuella
- Justin Huish - final, guld (6-0)
- Richard Johnson - åttondelsfinal, 11:e plats (2-1)
- Rod White - sextondelsfinal, 24:e plats (1-1)

Damernas lagtävling
- Dykman, Langston och Adams - åttondelsfinal, 13:e plats (0-1)

Herrarnas lagtävling
- Huish, Johnson och White - final (4-0) →  Guld

## Cykling

### Landsväg
Herrarnas tempolopp
- Lance Armstrong
  - Final — 1:06:28 (→ 6:e plats)

- Steve Hegg
  - Final — 1:08:29 (→ 16:e plats)

Damernas linjelopp
- Jeanne Golay
  - Final — 02:37:06 (→ 29:e plats)

- Linda Brenneman
  - Final — 02:40:27 (→ 36:e plats)

- Alison Dunlap
  - Final — 02:41:21 (→ 37:e plats)

Damernas tempolopp
- Linda Brenneman
  - Final — 38:52 (→ 11:e plats)

- Jeanne Golay
  - Final — 39:36 (→ 16:e plats)

### Bana
Herrarnas poänglopp
- Brian McDonough
  - Final — 5 points (→ 19:e plats)

### Mountainbike
Herrarnas terränglopp
- David Juarez
  - Final — 2:35.15 (→ 19:e plats)

- Don Myrah
  - Final — 2:35:50 (→ 20:e plats)

Damernas terränglopp
- Susan DeMattei
  - Final — 1:52.36 (→  Brons)

- Juliana Furtado
  - Final — 1:58.32 (→ 10:e plats)

## Fotboll
Herrar
Coach: Bruce Arena
| Nr | Pos. | Namn              | Födelsedatum (ålder)      | Matcher | Mål |          | Klubb                  |
| -- | ---- | ----------------- | ------------------------- | ------- | --- | -------- | ---------------------- |
| 1  | MV   | Kasey Keller*     | 29 november 1969 (26 år)  |         |     | England  | Millwall               |
| 2  | F    | Matt McKeon       | 24 september 1974 (21 år) |         |     | USA      | Kansas City Wiz        |
| 3  | MF   | Billy Walsh       | 17 oktober 1975 (20 år)   |         |     | USA      | University of Virginia |
| 4  | F    | Eddie Pope        | 24 december 1973 (22 år)  |         |     | USA      | D.C. United            |
| 5  | F    | Clint Peay        | 16 september 1973 (22 år) |         |     | USA      | D.C. United            |
| 6  | F    | Alexi Lalas*      | 1 juni 1970 (26 år)       |         |     | USA      | New England Revolution |
| 7  | MF   | Imad Baba         | 15 mars 1974 (22 år)      |         |     | USA      | New England Revolution |
| 8  | A    | Jovan Kirovski    | 18 mars 1976 (20 år)      |         |     | England  | Manchester United      |
| 9  | A    | A. J. Wood        | 8 augusti 1973 (22 år)    |         |     | USA      | MetroStars             |
| 10 | MF   | Claudio Reyna     | 20 juli 1973 (23 år)      |         |     | Tyskland | Bayer Leverkusen       |
| 11 | MF   | Miles Joseph      | 2 maj 1974 (22 år)        |         |     | USA      | MetroStars             |
| 12 | F    | Brandon Pollard   | 9 oktober 1973 (22 år)    |         |     | USA      | Dallas Burn            |
| 13 | MF   | Frankie Hejduk    | 5 augusti 1974 (21 år)    |         |     | USA      | Tampa Bay Mutiny       |
| 14 | MF   | Brian Maisonneuve | 28 juni 1973 (23 år)      |         |     | USA      | Columbus Crew          |
| 15 | A    | Nelson Vargas     | 6 augusti 1974 (21 år)    |         |     | USA      | Tampa Bay Mutiny       |
| 16 | MF   | Rob Smith         | 20 augusti 1973 (22 år)   |         |     | USA      | Columbus Crew          |
| 17 | MF   | Damian Silvera    | 27 juli 1974 (21 år)      |         |     | USA      | MetroStars             |
| 18 | MV   | Chris Snitko      | 24 januari 1973 (23 år)   |         |     | USA      | Kansas City Wiz        |

Gruppspel
|               | Spelade | Vinster | Oavgjorda | Förluster | Gjorda mål | Insläppta mål | Poäng |
| ------------- | ------- | ------- | --------- | --------- | ---------- | ------------- | ----- |
| Argentina U23 | 3       | 1       | 2         | 0         | 5          | 3             | 5     |
| Portugal U23  | 3       | 1       | 2         | 0         | 4          | 2             | 5     |
| USA U23       | 3       | 1       | 1         | 1         | 4          | 4             | 4     |
| Tunisien U23  | 3       | 0       | 1         | 2         | 1          | 5             | 1     |

Damer
Coach:  Tony DiCicco
| Nr | Pos. | Spelare             | Född             | Ålder | Caps | Klubb                        | Spelade matcher | Mål | Spelade minuter | Sub off | Sub on | Kort: gult/rött |
| -- | ---- | ------------------- | ---------------- | ----- | ---- | ---------------------------- | --------------- | --- | --------------- | ------- | ------ | --------------- |
| 1  | GK   | Briana Scurry       | 7 september 1971 | 24    | 39   | ?                            | 5               | 0   | 460             | 0       | 0      | 1               |
| 2  | GK   | Mary Harvey         | 4 juni 1965      | 31    | 27   | ?                            | 0               | 0   | 0               | 0       | 0      | 0               |
| 3  | FW   | Cindy Parlow        | 8 maj 1978       | 18    | 18   | University of North Carolina | 2               | 0   | 55              | 0       | 2      | 0               |
| 4  | DF   | Carla Overbeck      | 9 maj 1968       | 28    | 95   | ?                            | 5               | 0   | 460             | 0       | 0      | 0               |
| 5  | MF   | Tiffany Roberts     | 5 maj 1977       | 19    | 51   | University of North Carolina | 5               | 1   | 265             | 0       | 3      | 1               |
| 6  | DF   | Brandi Chastain     | 21 juli 1968     | 28    | 35   | ?                            | 5               | 0   | 460             | 0       | 0      | 0               |
| 7  | DF   | Staci Wilson        | 8 juli 1976      | 20    | 13   | University of North Carolina | 1               | 0   | 1               | 0       | 1      | 0               |
| 8  | MF   | Shannon MacMillan   | 7 oktober 1974   | 21    | 23   | Skiroki Serena               | 5               | 3   | 363             | 0       | 1      | 0               |
| 9  | FW   | Mia Hamm            | 17 mars 1972     | 24    | 115  | ?                            | 4               | 1   | 349             | 3       | 0      | 0               |
| 10 | FW   | Michelle Akers      | 1 februari 1966  | 30    | 104  | ?                            | 5               | 1   | 428             | 1       | 0      | 0               |
| 11 | MF   | Julie Foudy         | 23 januari 1971  | 25    | 90   | ?                            | 5               | 0   | 460             | 0       | 1      | 0               |
| 12 | FW   | Carin Gabarra       | 9 januari 1965   | 31    | 113  | ?                            | 4               | 0   | 81              | 0       | 4      | 0               |
| 13 | MF   | Kristine Lilly      | 22 juli 1971     | 25    | 116  | ?                            | 5               | 0   | 460             | 0       | 0      | 2               |
| 14 | DF   | Joy Fawcett         | 8 februari 1968  | 28    | 96   | Ajax of Manhattan Beach      | 5               | 0   | 460             | 0       | 0      | 0               |
| 15 | MF   | Tisha Venturini     | 3 mars 1973      | 23    | 65   | ?                            | 5               | 2   | 433             | 1       | 0      | 0               |
| 16 | FW   | Tiffeny Milbrett    | 23 oktober 1972  | 23    | 60   | Skiroki Serena               | 5               | 1   | 321             | 4       | 0      | 1               |
| 17 | MF   | Amanda Cromwell     | 15 juni 1970     | 26    | 44   | ?                            | 0               | 0   | 0               | 0       | 0      | 0               |
| 18 | DF   | Thori Staples Bryan | 17 april 1974    | 24    | 43   | ?                            | 0               | 0   | 0               | 0       | 0      | 0               |
| 20 | GK   | Saskia Webber       | 13 juni 1971     | 25    | 19   | ?                            | 0               | 0   | 0               | 0       | 0      | 0               |

Gruppspel
| Rank | Lag     | Spelade | Vinster | Oavgjorda | Förluster | Gjorda mål | Insläppta mål | Poäng |  | Kina | USA | Sverige | Danmark |
| ---- | ------- | ------- | ------- | --------- | --------- | ---------- | ------------- | ----- |  | ---- | --- | ------- | ------- |
| 1.   | Kina    | 3       | 2       | 1         | 0         | 7          | 1             | 7     |  | X    | 0:0 | 2:0     | 5:1     |
| 2.   | USA     | 3       | 2       | 1         | 0         | 5          | 1             | 7     |  | 0:0  | X   | 2:1     | 3:0     |
| 3.   | Sverige | 3       | 1       | 0         | 2         | 4          | 5             | 3     |  | 0:2  | 1:2 | X       | 3:1     |
| 4.   | Danmark | 3       | 0       | 0         | 3         | 2          | 11            | 0     |  | 1:5  | 0:3 | 1:3     | X       |

Slutspel
|  | Semifinaler           | Semifinaler           |   |                         | Final                   | Final |  |
|  |                       |                       |   |                         |                         |       |  |
|  | 28 juli 1996 - Athens |                       |   |                         |                         |       |  |
|  | Kina                  | 3                     |   |                         |                         |       |  |
|  | Brasilien             | 2                     |   |                         |                         |       |  |
|  |                       |                       |   |                         |                         |       |  |
|  |                       |                       |   |                         | 1 augusti 1996 - Athens |       |  |
|  |                       |                       |   |                         | Kina                    | 1     |  |
|  |                       | USA                   | 2 |                         |                         |       |  |
|  |                       |                       |   |                         |                         |       |  |
|  |                       |                       |   |                         |                         |       |  |
|  |                       |                       |   |                         | Bronsmatch              |       |  |
|  | 28 juli 1996 - Athens | 28 juli 1996 - Athens |   | 1 augusti 1996 - Athens | 1 augusti 1996 - Athens |       |  |
|  | Norge                 | 1                     |   | Brasilien               | 0                       |       |  |
|  | USA (förlängning)     | 2                     |   |                         | Norge                   | 2     |  |

## Friidrott
Herrarnas 1 500 meter
- Jason Pyrah
  - Kval — 3:39.91 (→ gick inte vidare)

- Brian Hyde
  - Kval — 3:48.20 (→ gick inte vidare)

Herrarnas 5 000 meter
- Bob Kennedy
  - Kval — 13:54.57
  - Semifinal — 13:27.90
  - Final — 13:12.35 (→ 6:e plats)

- Jim Spivey
  - Kval — 13:53.16
  - Semifinal — 14:27.72 (→ gick inte vidare)

- Matt Giusto
  - Kval — 14:30.76 (→ gick inte vidare)

Herrarnas 10 000 meter
- Brad Barquis 29:11.20 (→ gick inte vidare)

- Dan Middleman
  - Kval — 29:50.72 (→ gick inte vidare)

- Todd Williams
  - Kval — DNF (→ gick inte vidare, ingen placering)

Herrarnas 4 x 400 meter stafett
- Lamont Smith, Alvin Harrison, Jason Rouser, Derek Mills och Anthuan Maybank
  - Heat — 3:00.56
  - Semi Final — 2:57.87
  - Final — 2:55.99 (→  Guld)

Herrarnas 400 meter häck
- Derrick Adkins
  - Heat — 48.46s
  - Semi Final — 47.76s
  - Final — 47.54s (→  Guld)

- Calvin Davis
  - Heat — 48.94s
  - Semi Final — 47.91s
  - Final — 47.96s (→  Brons)

- Bryan Bronson
  - Heat — 49.06s
  - Semi Final — 50.32s (→ gick inte vidare)

Herrarnas 3 000 meter hinder
- Mark Croghan
  - Heat — 8:27.91
  - Semifinal — 8:21.01
  - Final — 8:17.84 (→ 5:e plats)

- Marc Davis
  - Heat — 8:31.25
  - Semifinal — 8:26.76
  - Final — 9:51.96 (→ 12:e plats)

- Robert Gary
  - Heat — 8:49.68 (→ gick inte vidare)

Herrarnas tiokamp
- Dan O'Brien
  - Resultat — 8824 poäng (→  Guld)

- Steve Fritz
  - Resultat — 8644 poäng (→ 4:e plats)

- Chris Huffins
  - Resultat — 8300 poäng (→ 10:e plats)

Herrarnas diskuskastning
- Anthony Washington
  - Kval — 63.66m
  - Final — 65.42m (→ 4:e plats)

- Adam Setliff
  - Kval — 62.36m
  - Final — 56.30m (→ 12:e plats)

- John Godina
  - Kval — 61.82m (→ gick inte vidare)

Herrarnas släggkastning
- Lance Deal
  - Kval — 78.56m
  - Final — 81.12m (→  Silver)

- Kevin McMahon
  - Kval — 73.46m (→ gick inte vidare)

- Ken Popejoy
  - Kval — 72.46m (→ gick inte vidare)

Herrarnas maraton
- Keith Brantly — 2:18.17 (→ 28:e plats)
- Bob Kempainen — 2:18.38 (→ 31:a plats)
- Bruce Deacon — 2:19.56 (→ 39:e plats)
- Mark Coogan — 2:20.27 (→ 41:a plats)

Herrarnas 50 kilometer gång
- Allen James — 4'01:18 (→ 24:e plats)

- Andrzej Chylinski — 4'03:13 (→ 25:e plats)

- Herman Nelson — DSQ (→ ingen placering)

Damernas 10 000 meter
- Joan Nesbit
  - Kval — 32:33.48 (→ gick inte vidare)

- Kate Fonshell
  - Kval — 32:48.05 (→ gick inte vidare)

- Olga Appell
  - Kval — 34:12.54 (→ gick inte vidare)

Damernas 4 x 400 meter stafett
- Rochelle Stevens, Linetta Wilson, Kim Graham och Maicel Malone
  - Kval — 3:22.71
- Rochelle Stevens, Maicel Malone, Kim Graham och Jearl Miles
  - Final — 3:20.91 (→  Guld)

Damernas 400 meter häck
- Kim Batten
  - Kval — 54.92
  - Semifinal — 53.65
  - Final — 53.08 (→  Silver)

- Tonja Buford-Bailey
  - Kval — 55.23
  - Semifinal — 53.38
  - Final — 53.22 (→  Brons)

- Sandra Farmer-Patrick
  - Kval — 55.55
  - Semifinal — 54.73 (→ gick inte vidare)

Damernas sjukamp
- Kelly Blair
  - Resultat — 6307 poäng (→ 8:e plats)

- Sharon Hanson
  - Resultat — 6292 poäng (→ 9:e plats)

Damernas diskuskastning
- Aretha Hill
  - Kval — 56.04m (→ gick inte vidare)

- Lacy Barnes Mileham
  - Kval — 57.48m (→ gick inte vidare)

- Suzy Powell
  - Kval — 56.24m (→ gick inte vidare)

Damernas kulstötning
- Connie Price-Smith
  - Kval — 19.08m
  - Final — 19.22m (→ 5:e plats)

- Ramona Pagel
  - Kval — 18.55m
  - Final — 18.48m (→ 9:e plats)

- Valeyta Althouse
  - Kval — 18.16m (→ gick inte vidare)

Damernas längdhopp
- Jackie Joyner-Kersee
  - Kval — 6.70m
  - Final — 7.00m (→  Brons)

- Marieke Veltman
  - Kval — 6.49m (→ gick inte vidare)

- Shana Williams
  - Kval — NM (→ gick inte vidare)

Damernas tresteg
- Sheila Hudson
  1. Kval — 14.26m
  2. Final — 14.02m (→ 11:e plats)

- Cynthea Rhodes
  1. Kval — 13.95m (→ gick inte vidare)

- Diana Orrange
  1. Kval — NM (→ ingen placering)

Damernas höjdhopp
- Tisha Waller
  1. Kval — 1.93m
  2. Final — 1.93m (→ 10:e plats)

- Connie Teaberry
  1. Kval — 1.90m (→ gick inte vidare)

- Amy Acuff
  1. Kval — 1.85m (→ gick inte vidare)

Damernas maraton
- Anne Marie Lauck — 2:31.30 (→ 10:e plats)

- Linda Somers — 2:36.58 (→ 31:a plats)

- Jenny Spangler — did not finish (→ ingen placering)

Damernas 10 kilometer gång
- Michelle Rohl — 44:29 (→ 14:e plats)

- Debbi Lawrence — 45:32 (→ 20:e plats)

- Victoria Herazo — dsq (→ ingen placering)

## Fäktning
Herrarnas florett
- Cliff Bayer
- Peter Devine
- Nick Bravin

Herrarnas florett, lag
- Cliff Bayer, Nick Bravin, Peter Devine

Herrarnas värja
- Jim Carpenter
- Mike Marx
- Tamir Bloom

Herrarnas värja, lag
- Tamir Bloom, Jim Carpenter, Mike Marx

Herrarnas sabel
- Peter Cox, Jr.
- Tom Strzalkowski
- Peter Westbrook

Herrarnas sabel, lag
- Peter Cox, Jr., Peter Westbrook, Tom Strzalkowski

Damernas florett
- Ann Marsh
- Felicia Zimmermann
- Suzanne Paxton

Damernas florett, lag
- Ann Marsh, Felicia Zimmermann, Suzanne Paxton

Damernas värja
- Leslie Marx
- Nhi Lan Le
- Elaine Cheris

Damernas värja, lag
- Elaine Cheris, Leslie Marx, Nhi Lan Le

## Handboll
Herrar
Gruppspel
| Lag      | Pld | W | D | L | GF  | GA  | GD  | Poäng |
| -------- | --- | - | - | - | --- | --- | --- | ----- |
| Sverige  | 5   | 5 | 0 | 0 | 131 | 94  | +37 | 10    |
| Kroatien | 5   | 4 | 0 | 1 | 132 | 122 | +10 | 8     |
| Ryssland | 5   | 3 | 0 | 2 | 137 | 106 | +31 | 6     |
| Schweiz  | 5   | 2 | 0 | 3 | 126 | 115 | +11 | 4     |
| USA      | 5   | 1 | 0 | 4 | 111 | 142 | −31 | 2     |
| Kuwait   | 5   | 0 | 0 | 5 | 100 | 158 | −58 | 0     |

| Resultat | Sverige | Kroatien | Ryssland | Schweiz | USA   | Kuwait |
| -------- | ------- | -------- | -------- | ------- | ----- | ------ |
| Sverige  |         | 27–18    | 22–20    | 26–19   | 23–19 | 33–18  |
| Kroatien | 18–27   |          | 25–24    | 23–22   | 35–27 | 31–22  |
| Ryssland | 20–22   | 24–25    |          | 30–23   | 31–16 | 32–20  |
| Schweiz  | 19–26   | 22–23    | 23–30    |         | 29–20 | 33–16  |
| USA      | 19–23   | 27–35    | 16–31    | 20–29   |       | 29–24  |
| Kuwait   | 18–33   | 22–31    | 20–32    | 16–33   | 24–29 |        |

Damer
Gruppspel
| Lag     | Pld | W | D | L | GF | GA | GD  | Poäng |
| ------- | --- | - | - | - | -- | -- | --- | ----- |
| Danmark | 3   | 3 | 0 | 0 | 89 | 62 | +27 | 6     |
| Ungern  | 3   | 2 | 0 | 1 | 81 | 70 | +11 | 4     |
| Kina    | 3   | 1 | 0 | 2 | 71 | 83 | −12 | 2     |
| USA     | 3   | 0 | 0 | 3 | 64 | 90 | −26 | 0     |

| Resultat | Danmark | Ungern | Kina  | USA   |
| -------- | ------- | ------ | ----- | ----- |
| Danmark  |         | 27–22  | 33–21 | 29–19 |
| Ungern   | 22–27   |        | 29–19 | 30–24 |
| Kina     | 21–33   | 19–29  |       | 31–21 |
| USA      | 19–29   | 24–30  | 21–31 |       |

## Landhockey
Herrar
Coach: Jon Clark
- Tom Vano
- Steve Danielson
- Larry Amar
- Marq Mellor
- Scott Williams
- Steve Jennings
- Steven van Randwijck
- Mark Wentges
- John O'Neill
- Eelco Wassenaar
- Nick Butcher
- Ahmed Elmaghraby
- Phil Sykes
- Otto Steffers
- Ben Maruquin
- Steve Wagner

Gruppspel
| Lag       | Spelade | W | D | L | GF | GA | GD  | Poäng |
| --------- | ------- | - | - | - | -- | -- | --- | ----- |
| Spanien   | 5       | 4 | 0 | 1 | 14 | 5  | +9  | 8     |
| Tyskland  | 5       | 3 | 1 | 1 | 10 | 3  | +7  | 7     |
| Indien    | 5       | 2 | 2 | 1 | 8  | 3  | +5  | 5     |
| Pakistan  | 5       | 2 | 1 | 2 | 11 | 8  | +3  | 5     |
| Argentina | 5       | 2 | 0 | 3 | 9  | 13 | –4  | 4     |
| USA       | 5       | 0 | 0 | 5 | 3  | 23 | –20 | 0     |

Damer
| Lag            | Spelade | W | D | L | GF | GA | GD  | Poäng |
| -------------- | ------- | - | - | - | -- | -- | --- | ----- |
| Australien     | 7       | 6 | 1 | 0 | 24 | 4  | +20 | 13    |
| Sydkorea       | 7       | 4 | 2 | 1 | 18 | 9  | +9  | 10    |
| Storbritannien | 7       | 3 | 2 | 2 | 12 | 11 | +1  | 8     |
| Nederländerna  | 7       | 3 | 2 | 2 | 15 | 15 | 0   | 8     |
| USA            | 7       | 2 | 2 | 3 | 8  | 11 | –3  | 6     |
| Tyskland       | 7       | 2 | 1 | 4 | 10 | 11 | –1  | 5     |
| Argentina      | 7       | 2 | 1 | 4 | 7  | 21 | –14 | 5     |
| Spanien        | 7       | 0 | 1 | 6 | 5  | 17 | –12 | 1     |

## Modern femkamp
Herrar
- Michael Gostigian - 5305 poäng, 16:e plats

## Simhopp
Herrarnas 3 m
- Mark Lenzi
  - Kval — 372,03
  - Semifinal — 229,74
  - Final — 456,76 (→  Brons)

- Scott Donie
  - Kval — 414,03
  - Semifinal — 223,86
  - Final — 443,07 (→ 4:e plats)

Damernas 3 m
- Melisa Moses
  - Kval — 279,75
  - Semifinal — 211,95
  - Final — 296,04 (→ 4:e plats)

- Jenny Keim
  - Kval — 270,48
  - Semifinal — 211,17
  - Final — 275,46 (→ 9:e plats)

Damernas 10 m
- Mary Ellen Clark
  - Kval — 253,89
  - Semifinal — 174,87
  - Final — 298,08 (→  Brons)

- Becky Ruehl
  - Kval — 323,91
  - Semifinal — 163,38
  - Final — 291,81(→ 4:e plats)

## Softboll
- Grundomgång

| Lag              | S | V | O | F | GM | IM | MS  | P  |
| ---------------- | - | - | - | - | -- | -- | --- | -- |
| USA              | 7 | 6 | 0 | 1 | 37 | 7  | +30 | 12 |
| Kina             | 7 | 5 | 0 | 2 | 29 | 7  | +22 | 10 |
| Australien       | 7 | 5 | 0 | 2 | 22 | 11 | +11 | 10 |
| Japan            | 7 | 5 | 0 | 2 | 24 | 18 | +6  | 10 |
| Kanada           | 7 | 3 | 0 | 4 | 15 | 17 | −2  | 6  |
| Kinesiska Taipei | 7 | 2 | 0 | 5 | 19 | 19 | 0   | 4  |
| Nederländerna    | 7 | 1 | 0 | 6 | 4  | 32 | −28 | 2  |
| Puerto Rico      | 7 | 1 | 0 | 6 | 5  | 44 | −39 | 2  |